# Liste der denkmalgeschützten Objekte im Okres Chomutov
Grundlage dieser Liste der denkmalgeschützten Objekte im Okres Chomutov ist die ÚSKP-Liste (tschechisch Ústřední seznam kulturních památek České republiky ‚Zentrale Liste der Kulturdenkmäler der Tschechischen Republik‘), die von der tschechischen Denkmalschutzbehörde NPÚ (tschechisch Národní památkový ústav ‚Nationale Denkmalbehörde‘) seit 1987 geführt wird und an die seit dem Jahre 1850 geschaffenen Listen anschließt.
Die folgenden Angaben ersetzen nicht die rechtsverbindliche Auskunft der Denkmalbehörde.
Die denkmalgeschützten Objekte werden hier für die einzelnen Gemeinden aufgelistet. Außerdem gibt es separate Listen für folgende Orte:
- Liste der denkmalgeschützten Objekte in Blatno
- Liste der denkmalgeschützten Objekte in Březno
- Liste der denkmalgeschützten Objekte in Chbany
- Liste der denkmalgeschützten Objekte in Chomutov
- Liste der denkmalgeschützten Objekte in Jirkov
- Liste der denkmalgeschützten Objekte in Kadaň
- Liste der denkmalgeschützten Objekte in Kalek
- Liste der denkmalgeschützten Objekte in Klášterec nad Ohří
- Liste der denkmalgeschützten Objekte in Libědice
- Liste der denkmalgeschützten Objekte in Mašťov
- Liste der denkmalgeschützten Objekte in Měděnec
- Liste der denkmalgeschützten Objekte in Místo
- Liste der denkmalgeschützten Objekte in Radonice
- Liste der denkmalgeschützten Objekte in Údlice
- Liste der denkmalgeschützten Objekte in Veliká Ves
- Liste der denkmalgeschützten Objekte in Vilémov
- Liste der denkmalgeschützten Objekte in Výsluní

## Bílence(Bielenz)
| Lage                               | Objekt                              | Beschreibung                                                    | ÚSKP-Nr.                  | Bild                                |
| ---------------------------------- | ----------------------------------- | --------------------------------------------------------------- | ------------------------- | ----------------------------------- |
| Bílence, Dorfplatz (Standort)      | Bartholomäuskirche                  | Kirche des hl. Bartholomäus                                     | 52204/5-5948 Info Katalog | weitere Bilder                      |
| Bílence, bei Nr. 1 (Standort)      | Statue des hl. Johannes von Nepomuk | Statue des hl. Johannes von Nepomuk am Wirtschaftsgebäude Nr. 1 | 39974/5-442 Info Katalog  | Statue des hl. Johannes von Nepomuk |
| Škrle (Skyrl) 1 (Standort)         | Zámek Škrle                         | Schloss Skyrl (Zámek Škrle)                                     | 15019/5-446 Info Katalog  | weitere Bilder                      |
| Škrle (Standort)                   | Jakobskirche                        | Kirche des hl. Jakobus                                          | 32758/5-443 Info Katalog  | weitere Bilder                      |
| Škrle, gegenüber Nr. 33 (Standort) | Statue des hl. Johannes von Nepomuk | Statue des hl. Johannes von Nepomuk                             | 37461/5-444 Info Katalog  | Statue des hl. Johannes von Nepomuk |
| Škrle, bei Nr. 68 (Standort)       | Bildstock                           | Bildstock                                                       | 34108/5-445 Info Katalog  | Bildstock                           |

## Boleboř(Göttersdorf)
| Lage                  | Objekt            | Beschreibung | ÚSKP-Nr.                 | Bild              |
| --------------------- | ----------------- | ------------ | ------------------------ | ----------------- |
| Boleboř 6 (Standort)  | Bauernhaus Nr. 6  | Bauerngehöft | 25698/5-467 Info Katalog | Bauernhaus Nr. 6  |
| Boleboř 10 (Standort) | Bauernhaus Nr. 10 | Bauerngehöft | 33272/5-466 Info Katalog | Bauernhaus Nr. 10 |
| Boleboř 13 (Standort) | Bauernhaus Nr. 13 | Bauerngehöft | 16617/5-465 Info Katalog | Bauernhaus Nr. 13 |
| Boleboř 14 (Standort) | Bauernhaus Nr. 14 | Bauerngehöft | 42264/5-468 Info Katalog | Bauernhaus Nr. 14 |

## Černovice(Tschernowitz)
| Lage                    | Objekt            | Beschreibung | ÚSKP-Nr.                 | Bild              |
| ----------------------- | ----------------- | ------------ | ------------------------ | ----------------- |
| Černovice (Standort)    | Mariensäule       | Mariensäule  | 46245/5-757 Info Katalog | Mariensäule       |
| Černovice 5 (Standort)  | Bauernhaus Nr. 5  | Bauerngehöft | 46448/5-753 Info Katalog | Bauernhaus Nr. 5  |
| Černovice 6 (Standort)  | Bauernhaus Nr. 6  | Bauerngehöft | 46750/5-754 Info Katalog | Bauernhaus Nr. 6  |
| Černovice 10 (Standort) | Bauernhaus Nr. 10 | Bauerngehöft | 37615/5-758 Info Katalog | Bauernhaus Nr. 10 |
| Černovice 80 (Standort) | Haus Nr. 80       | Bürgerhaus   | 24752/5-759 Info Katalog | Haus Nr. 80       |

## Domašín(Tomitschan)
| Lage                        | Objekt       | Beschreibung           | ÚSKP-Nr.                 | Bild           |
| --------------------------- | ------------ | ---------------------- | ------------------------ | -------------- |
| Louchov (Laucha) (Standort) | Jakobskirche | Kirche des hl. Jakobus | 33762/5-493 Info Katalog | weitere Bilder |

## Droužkovice(Trauschkowitz)
| Lage                   | Objekt               | Beschreibung            | ÚSKP-Nr.                  | Bild                 |
| ---------------------- | -------------------- | ----------------------- | ------------------------- | -------------------- |
| Droužkovice (Standort) | Nikolauskirche       | Kirche des hl. Nikolaus | 29780/5-495 Info Katalog  | weitere Bilder       |
| Droužkovice (Standort) | Kruzifix             | Kruzifix                | 21927/5-497 Info Katalog  | Kruzifix             |
| Droužkovice (Standort) | Marienkapelle        | Marienkapelle           | 10397/5-5520 Info Katalog | weitere Bilder       |
| Droužkovice (Standort) | Dreifaltigkeitssäule | Dreifaltigkeitssäule    | 19297/5-498 Info Katalog  | Dreifaltigkeitssäule |

## Hora Svatého Šebestiána(Sankt Sebastiansberg)
| Lage                                 | Objekt                            | Beschreibung                      | ÚSKP-Nr.                 | Bild                              |
| ------------------------------------ | --------------------------------- | --------------------------------- | ------------------------ | --------------------------------- |
| Hora Svatého Šebestiána (Standort)   | Säule mit Statue des Guten Hirten | Säule mit Statue des Guten Hirten | 34174/5-737 Info Katalog | Säule mit Statue des Guten Hirten |
| Hora Svatého Šebestiána 2 (Standort) | Rathaus                           | Rathaus                           | 41170/5-499 Info Katalog | Rathaus                           |

## Hrušovany(Hruschowan)
| Lage                              | Objekt                              | Beschreibung                                     | ÚSKP-Nr.                 | Bild                                |
| --------------------------------- | ----------------------------------- | ------------------------------------------------ | ------------------------ | ----------------------------------- |
| Hrušovany (Standort)              | Statue des hl. Rochus               | Statue des hl. Rochus                            | 35738/5-503 Info Katalog | Statue des hl. Rochus               |
| Vysočany (Wissotschan) (Standort) | Wenzelskirche                       | Barockkirche des hl. Wenzel, errichtet 1727–1738 | 21499/5-877 Info Katalog | weitere Bilder                      |
| Vysočany (Standort)               | Statue des hl. Johannes von Nepomuk | Statue des hl. Johannes von Nepomuk              | 14990/5-879 Info Katalog | Statue des hl. Johannes von Nepomuk |

## Kovářská(Schmiedeberg)
| Lage                                  | Objekt         | Beschreibung              | ÚSKP-Nr.                 | Bild           |
| ------------------------------------- | -------------- | ------------------------- | ------------------------ | -------------- |
| Kovářská 72 (Standort)                | Pfarrhaus      | Pfarrhaus                 | 39764/5-573 Info Katalog | Pfarrhaus      |
| Kovářská, nám. Jana Švermy (Standort) | Mariensäule    | Mariensäule an der Kirche | 34744/5-572 Info Katalog | Mariensäule    |
| Kovářská, Skolní (Standort)           | ehem. Schmiede | ehem. Schmiede            | 19221/5-571 Info Katalog | ehem. Schmiede |

## Křimov(Krima)
| Lage                          | Objekt      | Beschreibung        | ÚSKP-Nr.                 | Bild           |
| ----------------------------- | ----------- | ------------------- | ------------------------ | -------------- |
| Křimov (Standort)             | Annenkirche | Kirche der hl. Anna | 31005/5-586 Info Katalog | weitere Bilder |
| Křimov 37 (Standort)          | Pfarrhaus   | Pfarrhaus           | 37818/5-588 Info Katalog | Pfarrhaus      |
| Křimov, bei Nr. 47 (Standort) | Sühnekreuz  | Sühnekreuz          | 47304/5-587 Info Katalog | Sühnekreuz     |

## Kryštofovy Hamry(Christophhammer)
| Lage                             | Objekt           | Beschreibung                                          | ÚSKP-Nr.                 | Bild             |
| -------------------------------- | ---------------- | ----------------------------------------------------- | ------------------------ | ---------------- |
| Kryštofovy Hamry 7 (Standort)    | Bauernhaus Nr. 7 | Bauerngehöft                                          | 23127/5-714 Info Katalog | Bauernhaus Nr. 7 |
| Přísečnice (Preßnitz) (Standort) | Mariensäule      | Mariensäule, an der Straßenkreuzung II/223 mit II/224 | 41627/5-707 Info Katalog | Mariensäule      |

## Loučná pod Klínovcem(Böhmisch Wiesenthal)
| Lage                         | Objekt    | Beschreibung | ÚSKP-Nr.                 | Bild           |
| ---------------------------- | --------- | ------------ | ------------------------ | -------------- |
| Loučná 88 (Standort)         | Pfarrhaus | Pfarrhaus    | 17811/5-620 Info Katalog | Pfarrhaus      |
| Háj (Stolzenhain) (Standort) | Kalkofen  | Kalkofen     | 16236/5-574 Info Katalog | weitere Bilder |

## Málkov(Malkau)
| Lage                                          | Objekt               | Beschreibung | ÚSKP-Nr.                 | Bild           |
| --------------------------------------------- | -------------------- | --- | ------------------------ | -------------- |
| Zelená (Grün), vor dem Haus Nr. 19 (Standort) | Dreifaltigkeitssäule | Obelisk der hl. Dreifaltigkeit mit Statuen des hl. Donatus und des hl. Johannes von Nepomuk von Johann Adam Dietz, früher in Kralupy u Chomutova (Kralup), 2012 aus Libědice (Libotitz) umgesetzt | 45399/5-578 Info Katalog | weitere Bilder |

## Nezabylice(Neosablitz)
| Lage                                   | Objekt                              | Beschreibung                                                       | ÚSKP-Nr.                 | Bild                                |
| -------------------------------------- | ----------------------------------- | ------------------------------------------------------------------ | ------------------------ | ----------------------------------- |
| Hořenec (Horschenz), Brücke (Standort) | Statue des hl. Johannes von Nepomuk | Statue des hl. Johannes von Nepomuk an der Hačka-Brücke (Hatschka) | 46865/5-802 Info Katalog | Statue des hl. Johannes von Nepomuk |

## Okounov(Okenau)
| Lage                                        | Objekt                           | Beschreibung                                                                        | ÚSKP-Nr.                 | Bild                             |
| ------------------------------------------- | -------------------------------- | ----------------------------------------------------------------------------------- | ------------------------ | -------------------------------- |
| Okounov, vor dem Pfarrhaus Nr. 2 (Standort) | Skulpturengruppe mit Mariensäule | Skulpturengruppe mit Mariensäule und Statuen des hl. Stephan und des hl. Laurentius | 25205/5-669 Info Katalog | Skulpturengruppe mit Mariensäule |
| Okounov, im Garten von Nr. 45 (Standort)    | Glockenturm                      | Glockenturm                                                                         | 35292/5-671 Info Katalog | BW                               |

## Otvice(Udwitz)
| Lage              | Objekt     | Beschreibung | ÚSKP-Nr.            | Bild       |
| ----------------- | ---------- | ------------ | ------------------- | ---------- |
| Otvice (Standort) | Wasserturm | Wasserturm   | 101542 Info Katalog | Wasserturm |

## Perštejn(Pürstein)
| Lage                           | Objekt                             | Beschreibung                                                              | ÚSKP-Nr.                  | Bild           |
| ------------------------------ | ---------------------------------- | ------------------------------------------------------------------------- | ------------------------- | -------------- |
| Perštejn, Ortsmitte (Standort) | Kirche des hl. Wendelin            | Kirche des hl. Wendelin                                                   | 49793/5-5854 Info Katalog | weitere Bilder |
| Perštejn, Höhe 524 (Standort)  | ehem. Siedlung Burgberg (Burgberk) | Hradiště Burgberk, prähistorische Siedlung, archäologische Grabungsstätte | 36275/5-674 Info Katalog  | weitere Bilder |
| Perštejn (Standort)            | Burg Pürstein (Hrad Perštejn)      | Gotische Burgruine Perštejn                                               | 41123/5-673 Info Katalog  | weitere Bilder |
| Černýš (Tschirnitz) (Standort) | Sühnekreuz                         | Sühnekreuz                                                                | 18561/5-675 Info Katalog  | Sühnekreuz     |

## Pětipsy(Fünfhunden)
| Lage                           | Objekt        | Beschreibung          | ÚSKP-Nr.                 | Bild           |
| ------------------------------ | ------------- | --------------------- | ------------------------ | -------------- |
| Pětipsy 1 (Standort)           | Zámek Pětipsy | Zámek Pětipsy (Ruine) | 39733/5-676 Info Katalog | weitere Bilder |
| Pětipsy, außerhalb des Orts () | Mariensäule   | Mariensäule           | 25787/5-677 Info Katalog |                |

## Rokle(Rachel)
| Lage                           | Objekt                              | Beschreibung | ÚSKP-Nr.                 | Bild                 |
| ------------------------------ | ----------------------------------- | --- | ------------------------ | -------------------- |
| Rokle 10, 12 (Standort)        | Schloss Rachel (Zámek Rokle)        | Schlossgebäude und Grundstück Nr. 12                                                                                       | 35400/5-730 Info Katalog | weitere Bilder       |
| Rokle (Standort)               | Dreifaltigkeitssäule                | Dreifaltigkeitssäule | 35467/5-728 Info Katalog | Dreifaltigkeitssäule |
| Rokle (Standort)               | Wegkapelle                          | Wegkapelle | 26289/5-727 Info Katalog | Wegkapelle           |
| Rokle ()                       | Statue des hl. Johannes von Nepomuk | Statue des hl. Johannes von Nepomuk                                                                                        | 26946/5-729 Info Katalog |                      |
| Hradec (Burgstadtl) (Standort) | ehem. slawische Siedlung            | Slawische Siedlung, archäologische Grabungsstätte, oberhalb der Mündung des Lohbachs (Úhošťanský potok) in die Eger (Ohře) | 23318/5-733 Info Katalog | weitere Bilder       |
| Želina (Seelau) (Standort)     | Laurentiuskirche                    | Kirche des hl. Laurentius                                                                                                  | 33982/5-735 Info Katalog | weitere Bilder       |
| Želina 1 (Standort)            | Pfarrhaus                           | Pfarrhaus | 47654/5-736 Info Katalog | weitere Bilder       |

## Spořice(Sporitz)
| Lage               | Objekt             | Beschreibung                | ÚSKP-Nr.                 | Bild           |
| ------------------ | ------------------ | --------------------------- | ------------------------ | -------------- |
| Spořice (Standort) | Bartholomäuskirche | Kirche des hl. Bartholomäus | 33827/5-749 Info Katalog | weitere Bilder |

## Strupčice(Trupschitz)
| Lage                                        | Objekt                              | Beschreibung                         | ÚSKP-Nr.                 | Bild                                |
| ------------------------------------------- | ----------------------------------- | ------------------------------------ | ------------------------ | ----------------------------------- |
| Strupčice (Standort)                        | Wenzelskirche                       | Kirche des hl. Wenzel                | 21959/5-760 Info Katalog | weitere Bilder                      |
| Strupčice (Standort)                        | Statue des hl. Wenzel               | Statue des hl. Wenzel                | 35861/5-761 Info Katalog | Statue des hl. Wenzel               |
| Strupčice (Standort)                        | Statue des hl. Johannes von Nepomuk | Statue des hl. Johannes von Nepomuk  | 36216/5-772 Info Katalog | Statue des hl. Johannes von Nepomuk |
| Strupčice, am Eingang zur Kirche (Standort) | Sühnekreuz                          | Sühnekreuz                           | 16852/5-787 Info Katalog | Sühnekreuz                          |
| Strupčice, nördlich der Kirche (Standort)   | Sühnekreuz                          | Sühnekreuz (Radkreuz)                | 46430/5-786 Info Katalog | Sühnekreuz                          |
| Strupčice, bei der Kirche (Standort)        | Mariensäule                         | Säule mit Marienskulptur             | 46615/5-696 Info Katalog | Mariensäule                         |
| Hošnice (Hoschnitz) (Standort)              | Steinkreuz                          | Steinkreuz                           | 23709/5-769 Info Katalog | Steinkreuz                          |
| Hošnice (Standort)                          | Statue der hl. Anna                 | Statue der hl. Anna (Anna selbdritt) | 28296/5-770 Info Katalog | Statue der hl. Anna                 |
| Sušany (Zuscha) (Standort)                  | Markuskirche                        | Kirche des hl. Markus                | 19392/5-766 Info Katalog | weitere Bilder                      |
| Sušany (Standort)                           | Statue des hl. Johannes von Nepomuk | Statue des hl. Johannes von Nepomuk  | 46763/5-767 Info Katalog | Statue des hl. Johannes von Nepomuk |

## Vejprty(Weipert)
| Lage                                      | Objekt                         | Beschreibung              | ÚSKP-Nr.                  | Bild                   |
| ----------------------------------------- | ------------------------------ | ------------------------- | ------------------------- | ---------------------- |
| Vejprty (Standort)                        | Allerheiligenkirche            | Allerheiligenkirche       | 28986/5-809 Info Katalog  | weitere Bilder         |
| Vejprty (Standort)                        | Säule mit Pietà                | Säule mit Pietà           | 25345/5-710 Info Katalog  | Säule mit Pietà        |
| Vejprty (Standort)                        | Statue des hl. Florian         | Statue des hl. Florian    | 13933/5-704 Info Katalog  | Statue des hl. Florian |
| Vejprty (Standort)                        | Dreifaltigkeitssäule           | Dreifaltigkeitssäule      | 15642/5-709 Info Katalog  | Dreifaltigkeitssäule   |
| Vejprty, Maxima Gorkého 309/22 (Standort) | Haus Nr. 309                   | Mietshaus                 | 12006/5-5446 Info Katalog | Haus Nr. 309           |
| Vejprty, ul. Bedřicha Smetany (Standort)  | Friedhofskirche des hl. Martin | Martinskirche am Friedhof | 40524/5-811 Info Katalog  | BW                     |

## Vrskmaň(Wurzmes)
| Lage                                        | Objekt                              | Beschreibung                                             | ÚSKP-Nr.                 | Bild                                |
| ------------------------------------------- | ----------------------------------- | -------------------------------------------------------- | ------------------------ | ----------------------------------- |
| Vrskmaň, vor Nr. 12 (Standort)              | Sühnekreuz                          | drei Sühnekreuze, umgesetzt vom ehem. Ort Kyjice (Kaitz) | 23698/5-862 Info Katalog | weitere Bilder                      |
| Vrskmaň, vor Nr. 25 (Standort)              | Statue des hl. Johannes von Nepomuk | Statue des hl. Johannes von Nepomuk                      | 38015/5-861 Info Katalog | Statue des hl. Johannes von Nepomuk |
| Vrskmaň, u vodárny (Standort)               | Sühnekreuz                          | Sühnekreuz                                               | 54129/5-860 Info Katalog | BW                                  |
| Zaječice (Sadschitz), bei Nr. 43 (Standort) | Grenzstein                          | Grenzstein                                               | 39880/5-863 Info Katalog | BW                                  |

## Všestudy(Schößl)
| Lage                            | Objekt                  | Beschreibung                 | ÚSKP-Nr.                 | Bild           |
| ------------------------------- | ----------------------- | ---------------------------- | ------------------------ | -------------- |
| Všestudy (Standort)             | Erzengel-Michael-Kirche | Kirche des Erzengels Michael | 31474/5-864 Info Katalog | weitere Bilder |
| Všestudy, bei Nr. 30 (Standort) | Kreuz                   | Barockes Kreuz               | 52781/5-865 Info Katalog | Kreuz          |

## Vysoká Pec(Hohenofen)
| Lage                  | Objekt           | Beschreibung                                     | ÚSKP-Nr.                 | Bild             |
| --------------------- | ---------------- | ------------------------------------------------ | ------------------------ | ---------------- |
| Vysoká Pec (Standort) | ehem. Förderturm | Bergbaugebäude, davon nur das Förderturm-Gebäude | 20709/5-880 Info Katalog | ehem. Förderturm |